# チェディ・ジェーガン
チェディ・ベレット・ジェーガン（英語: Cheddi Berret Jagan, 1918年3月22日 - 1997年3月6日）はガイアナの政治家。イギリス統治下時代に首相（1953年、1961年-1964年）、独立後に大統領（1992年-1997年）を務めた。後半生にかけては、マルクス・レーニン主義を捨てて、国を自由市場資本主義にしようとした。

## 経歴
インド系(en:Cheddi Jaganより)で砂糖プランテーションの労働者の息子として生まれ、ジョージタウンのクイーンズカレッジに通った。後にワシントンD.C.のハワード大学で歯科医学を学び、1940年代初期に故郷に戻る前に、シカゴのノースウェスタン大学 で学んだ。ガイアナの状況を憂慮し、1950年には、フォーブス・バーナムと人民進歩党（People's Progressive Party, PPP）を結成。1947年に植民地の立法機関に選出され、1950年後半から1960年代初期にかけての、ガイアナ政府の議論を呼んだ指導者だった。
ジェーガンは1953年の植民地管理選挙で勝ったが、イギリス軍によって排除された。彼がソビエト連邦との結びつきを明言していたため、アメリカ合衆国とアメリカ中央情報局の強力な影の圧力が影響した。
この133日後に首相を辞任した。1954年から1957年までジェーガンの運動はジョージタウンのみに制限された。
ジェーガンは、ますます権威主義的になるバーナムとのつながりを断ち、労働問題の活動家と野党党首として政府で活動した。1992年、28年間の野党活動の後、独立以来の最初の自由選挙で大統領に選出され、組合運動の復活と、教育とインフラの改良に熱心に取り組んだが、在任5年も経たずに死去した。